# Prussian Blue
Prussian Blue was een Amerikaans nationalistisch popduo, dat in 2003 werd opgericht en in 2007 ophield met bestaan. 
De band bestond uit de tienermeisjes en tweelingzussen Lamb Gaede en Lynx Gaede (geboren op 30 juni, 1992). Lynx speelde viool, Lamb speelde gitaar en beide zussen zongen. Hun debuut-CD genaamd Fragment of the Future werd eind 2004 opgenomen en uitgebracht op album. De tweeling is van Engels/Schotse en Pruisische afkomst. De band was controversieel vanwege hun sympathieën voor het "blanke separatisme".

## Loopbaan
Het tienerduo werd gepresenteerd in 2003 in een BBC-documentaire van Louis Theroux over white supremacy ("blanke suprioriteit") in de Verenigde Staten. Op 20 oktober 2005 verschenen ze in een kritische American Broadcasting Company-documentaire genaamd Prime-Time. De op dat moment dertienjarige tweeling werd in dit programma naar hun mening gevraagd over Adolf Hitler en de Holocaust. Daarop antwoordden ze dat ze Hitler een "aardige man vonden" omdat hij een aantal goede ideeën had zoals eugenetische standaarden en stimulansen voor een beter ras van het Duitse volk en huwelijksleningen om de Duitse gezinnen financieel te ondersteunen. Ook meenden zij dat de "Holocaust werd overdreven". Ook claimde de tweeling dat zij niet fascistisch waren, maar dat ze simpelweg in een samenleving wilden wonen waarin de "zwarte" en "blanke" bevolking gescheiden naast elkaar leven. 
De achtergrond van hun rechts-extremistische denkbeelden is in beide documentaires duidelijk: de kinderen gingen niet naar school maar kregen alle opvoeding en onderwijs thuis van April, hun moeder, die de ideeën van blanke superioriteit en rassenscheiding uitdraagt en haar kinderen zou hebben gehersenspoeld. Zij heeft banden met de Amerikaanse white supremacy-organisatie de National Vanguard, een splintergroepering van de neo-nazistische National Alliance. De familie woonde aanvankelijk in Bakersfield (Californië), maar verhuisde naar Kalispell (Montana) omdat hun moeder April Bakersfield "niet blank genoeg" vond. Aprils vader, een boer, is een bewonderaar van Hitler en gebruikt zelfs de swastika als brandmerk voor zijn koeien. 
Na de laatste documentaire gingen de kinderen echter naar een publieke middelbare school, en werden hun ideeën minder extreem. Op latere albums van Prussian Blue ontbreekt de politieke boodschap. Toen de zussen volwassen werden distantieerden ze zich vrijwel volledig van de ideologie uit hun jeugd, ze omschreven zichzelf als "pretty liberal" ("behoorlijk progressief") en pleitten voor legalisatie van cannabis.

## Distributie
De cd's Fragment of the Future en The Path We Choose van Prussian Blue zijn verboden in Duitsland. Om deze wet te omzeilen en toch op legale wijze hun muziek aan de man te brengen in Duitsland, bracht Prussian Blue met hulp van de Nationaldemokratische Partei Deutschlands een compilatie-cd uit met nummers van Fragment of the Future en The Path We Chose waarin de Duitse wetten met betrekking tot negationisme en racisme gevolgd worden.